# 阿陶拉區
阿陶拉區（西班牙語：Distrito de Ataura），是秘魯的一個區，位於該國中部胡寧大區的豪哈省，始建於1935年3月27日，面積5.9平方公里，海拔高度3,344米，2005年人口1,335，人口密度每平方公里230人。